# Département de la sécurité nucléaire
Pour les articles homonymes, voir DSN.
Le Département de la sécurité nucléaire (DSN) est l'administration française, dépendante du Ministère de l'Économie, des Finances et de la Souveraineté industrielle et numérique, qui est chargée de la protection des matières nucléaires civiles, des transports qui leur sont associés et des installations nucléaires contre les actes de malveillance,,, plus communément appelée sécurité nucléaire.
Le DSN représente la France au sein de l'Association des autorités européennes de sécurité nucléaire (ENSRA).

## Historique
Avant le rattachement du portefeuille de l'énergie avec celui de l'écologie, c’était le Haut-fonctionnaire de défense (HFD) du ministère chargé de l’industrie, via son service de sécurité des infrastructures économiques et nucléaires (SIEN) créé en 1981, qui était responsable de la mise en œuvre de la loi du 25 juillet 1980 sur la protection et le contrôle des matières nucléaires.
Le DSN a été créé le 5 janvier 2010 au sein du service de défense de sécurité et d'intelligence économique (SDSIE) du secrétariat général du ministère de l’Écologie, de l’Énergie, du Développement durable et de l'Aménagement du territoire (MEEDDAT),.
Le DSN a accueilli en novembre 2011 une mission de l'International Physical Protection Advisory Service (IPPAS) de l'AIEA,. Celle-ci a fait l'objet d'une mission de suivi en mars 2018 concluant que "La France a clairement démontré son fort engagement en faveur de la sécurité nucléaire et de son amélioration continue".
En décembre 2012, le DSN participe à la première conférence internationale des autorités de sécurité nucléaire (International Regulators Conference on Nuclear Security) à Washington.
En 2016, la France, via le DSN, a assuré la présidence de l'Association des autorités européennes de sécurité nucléaire (ENSRA) pour un mandat d'un an.
En 2016 en France, 770 000 transports de matières radioactives ont lieu chaque année, dont entre 80 000 à 90 000 fortement radioactives, et ces convois pourraient être la cible de terroristes. Le DSN participe aux contrôles, au suivi et à la comptabilité des établissements qui détiennent des sources radioactives.
En mai 2016, le DSN participe à la seconde conférence internationale des autorités de sécurité nucléaire (International Regulators Conference on Nuclear Security) à Madrid.
En août 2021, le DSN participe à l'élaboration et à la prise en charge de la publication du Recueil de bonnes pratiques pour l'inspection de la sécurité des matières nucléaires et installations pour le compte de l'ENSRA.

## Missions
Encadré par les articles L.1333-1 et suivants du code de la défense, le DSN exerce trois missions principales:
- il élabore la réglementation pour la sécurité des installations nucléaires civiles et des transports nationaux et internationaux ;
- il autorise, par délégation du ministre chargé de l’Énergie, la détention de matières nucléaires et le transport de ces matières ;
- il contrôle, par l'intermédiaire des inspecteurs de la sécurité des matières nucléaires, que les matières nucléaires, leurs installations et leur transport sont protégés conformément aux prescriptions réglementaires.

L'Ordonnance n° 2016-128 du 10 février 2016 a également attribué au DSN le contrôle de la protection des sources radioactives détenues dans les installations soumises au régime d'autorisation prévu à l'article L.1333-2 du code de la défense.
Pour exercer ces missions, le DSN dispose de l'appui technique et du concours de la Direction de l'expertise nucléaire de défense et de sécurité (DEND).
Les activités du DSN sont protégées par le secret de la défense nationale.

## Organisation
Le DSN fait partie des services du Haut fonctionnaire de défense et de sécurité (HFDS) du ministère chargé de l’Énergie.
Il est composé de quatre bureaux :
- le bureau de la protection des matières et des installations de recherche et du nucléaire diffus ;
- le bureau de la protection des installations nucléaires et industrielles ;
- le bureau de la protection des transports de matières nucléaires[20] ;
- le bureau des affaires internationales et réglementaires.

Il est complété par un pôle d'appui opérationnel.

## Personnels
Le personnel du DSN est composé de fonctionnaires (notamment des ingénieurs de l'industrie et des mines, des ingénieurs des travaux publics de l’État et des attachés d'administration de l’État), de militaires (notamment des officiers de gendarmerie et des ingénieurs des études et techniques de l'armement) et d’agents contractuels de l’État.
Les inspecteurs de la sécurité des matières nucléaires (également appelés "inspecteurs du HFDS") sont notamment des agents du DSN et de la DEND.

### Chefs du DSN
- 5 janvier 2010 - 17 février 2022 : général de brigade (2s) Christian Riac[24]
- Depuis le 17 février 2022 : général de brigade Didier Rémond[25]